# Musaranya rogenca
La musaranya rogenca (Crocidura fumosa) és una espècie de mamífer eulipotifle de la família de les musaranyes (Soricidae) que viu a Kenya. La seva principal amenaça és la pèrdua dels boscos a causa de la tala d'arbres i l'expansió agrícola.